# Adrian Tomine
Adrian Tomine (ur. 31 maja 1974  w Sacramento) – amerykański twórca komiksów (autor scenariuszy, rysownik). Najbardziej znany z komiksów oraz ilustracji publikowanych na łamach tygodnika „The New Yorker”. Publikował m.in. na łamach „Esquire”, „Rolling Stone” i „McSweeney’s”.

## Publikacje
- 1998 – 32 Stories: The Complete Optic Nerve Mini-Comics
- 1998 – Sleepwalk and Other Stories
- 2002 – Summer Blonde
- 2004 – Scrapbook: Uncollected Work 1990-2004
- 2005 – New York Sketches 2004
- 2007 – Shortcomings (Polskie wydanie: Niedoskonałości, Kultura Gniewu 2010, 2020)[1][2][3]
- 2011 – Scenes From an Impending Marriage
- 2012 – New York Drawings
- 2015 – Killing and Dying (Polskie wydanie: Śmiech i śmierć, Kultura Gniewu 2020)[4]
- 2022 – The Loneliness of the Long-Distance Cartoonist (Polskie wydanie: Samotność komiksiarza, Kultura Gniewu 2022[5])